# Бобирець звичайний
Бобирець звичайний, калинка (Petroleuciscus borysthenicus) — вид риб родини ялецевих (Leuciscidae).

## Розповсюдження
Зустрічається в Дунаї, Дністрі, Південному Бузі, Дніпрі, Кубані та річках західної частини Закавказзя.

## Будова
Тіло витягнуте, довжина не перевищує 15 см. Висота тіла більша за довжину голови, рот кінцевий, невеликий. Очі порівняно великі, райдужка має червонуватий відтінок. Спинний плавець дещо зміщений назад. У бічній лінії 36—40 лусок. Забарвлення: спина темна, черево та боки сріблясті. Задня частина тулуба може мати темні смуги. На лусках бічної лінії є плями бурого кольору.

## Спосіб життя та розмноження
Надає перевагу річкам, але може зустрічатись у стоячій воді та навіть у заболочених водоймах. Зустрічається здебільшого у заплавних ділянках річок. Живиться дрібними ракоподібними, личинками комах, комахами, які впали в воду. Росте дуже повільно, статевої зрілості досягає на 2—3 рік при довжині 6—7 см. Нерест у травні — червні, ікра донна, відкладається на каміння та інші підводні предмети. Плодючість самиці до 2500 ікринок.

## Значення
Промислового значення не має, іноді використовується рибалками-аматорами як наживка на хижу рибу. Вид занесений до Червоного списку тварин Дніпропетровської області (ІІ категорія).